# 2020 en économie (discipline)
Cet article présente les faits marquants de l'année 2020 en économie.

## Décès

### Janvier
- 23 janvier : Clayton M. Christensen - Économiste et missionnaire mormon américain.

## Prix décernés

### Nobel
- 12 octobre : Paul Milgrom et Robert Wilson reçoivent le Prix Nobel d'économie pour leurs travaux sur les enchères.